# Michelangelo
Michelangelo di Lodovico Buonarroti Simoni (født 6. marts 1475, død 18. februar 1564) blev født i Caprese på bjerget La Verna i Italien. Michelangelo var billedhugger, arkitekt og maler. Blandt hans berømteste værker er udsmykningen af Det Sixtinske Kapel i Vatikanet i Rom.

## Ungdomstid
Mens han endnu var dreng, besluttede Michelangelo mod sin fars råd, at han ville være kunstner. Efter en voldsom strid sejrede hans stædige vilje over farens stolthed, og derfor blev han 13 år gammel assistent i Domenico Ghirlandaios værksted.
Selv om Michelangelos studier først var orienteret mod maleriet, blev han efterhånden mere interesseret i billedhuggerkunsten, som han ofrede sin største indsats. I denne kunst blev han opmuntret af en berømt mæcen, Lorenzo de' Medici, som bekostede hans uddannelse. Michelangelo blev optaget i fyrstens husholdning og på anbefaling fra Domenico Ghirlandaio blev han endda optaget på billedhuggerskolen før sin uddannelse som maler.
Her kunne han måle sig med sin berømte forgænger, Donatello, og her kunne han også høre foredrag om platonismen og dykke ned i en filosofi, som forsøgte at forsone Platons lære med kristendommen. Det betød, at Michelangelo til sin død var kristen platoniker.

## Pietà
Pietá (= fromhed; en afbildning af jomfru Maria med Jesus) i Peterskirken er et af Michelangelos mesterværker.
Da han blev spurgt om, hvorfor han gengav Maria med ansigt som en pige på fjorten, svarede han, at Maria var uden synd og derfor evig ung. Den døde Jesus fik derimod ansigtstræk efter hertug Juan af Gandia, søn af pave Alexander 6. og Donna Vannozza Catanei.
Juan havde spist middag hos sin mor, der havde en vingård bagved kirken S. Pietro in Vincoli (= Sankt Peter i lænker). En maskeret mand skulle have overbragt en besked til hertug Juan under middagen, og bagefter var de to redet sammen i retning Trastevere. Næste morgen fandt man hertugens stalddreng myrdet, mens hertugen selv var forsvundet. Efter anvisning fra en fisker, der om natten havde set nogle mænd kaste et lig i Tiberen, fandt man den døde i nogle fiskegarn ud for Piazza del Popolo. Man nærede mistanke til hans bror, Cesare Borgia. Den døde blev bragt til Engelsborg, og da han samme nat blev båret derfra for at gravlægges i S. Lucias kapel, hørte man paven skrige af sorg over sin dræbte søn. Michelangelo blev så rystet over brodermordet, at han forevigede den afdødes træk i Pietá.

## Galleri
- Skulpturen Moses
- Palvecchio i Firenze
- Engel
- Madonna
- Døende slave
- Leda og svanen
- Peterskirken
- studie af ung mand
- Madonna

## Ekstern henvisning
- Wikimedia Commons har flere filer relateret til Michelangelo